# Юрій Монтовтович
Юрій Михайлович Монтовтович гербу Сокира (інші дані — гербу Побуг) — литовський боярин, військовий і державний діяч ВКЛ. Київський воєвода в 1507—1508 роках. Представник роду Монтовтів.

## Життєпис
Старший син Михайла Монтовтовича — литовського боярина, військового та державного діяча ВКЛ, луцького старости, троцького каштеляна. Внук старости солечницького та ейшишиського Олександра Монтовта та його дружини Олени (Гелени). Був маршалком господарським у 1499 р., крем'янецьким старостою в 1502—1505 роках (передав його молодшому братові Якубу). Як київський воєвода згаданий у документах у 1507—1508 роках.
Був одружений із дочкою Івана Кезгайла Оленою, дітей із нею не мав.
Близько 1507 року отримав від великого князя Сигізмунда І Старого половину податків — плати з черкаських корчм. 4 липня 1508 року як київський воєвода, державець чернігівський і любецький видав «жалувану» грамоту Київському пустинно-миколаївському монастирю на Долобське озеро, розташованому на Трухановому острові.